# 黄亚洲
黄亚洲（1949年—），浙江萧山人，中华人民共和国小说家、诗人、编剧，浙江省文联成员，浙江省作家协会主席、党组书记，浙江省人大代表。

## 生平
1949年，黄亚洲出生在浙江省杭州市西湖旁，他的祖籍是萧山区湘湖镇老屋村，那也是唐朝诗人贺知章的出生地。黄亚洲的先祖黄九皋曾在明朝担任工部侍郎。黄亚洲的祖父12岁从老屋村搬到西湖附近。孩提时，黄亚洲跟着父亲和母亲一起游玩西湖，熟悉了许仙白娘子、林逋梅妻鹤子、万松岭梁山伯与祝英台等神话传说，同时也瞻仰了岳飞墓、秋瑾雕像等文化古迹。
黄亚洲的小学在“饮马井巷小学”度过，其作文《美丽的西湖》就曾被校长油印到各个班级传阅，他曾自编自演了独角戏《王半仙》。
1966年，毛泽东发起文化大革命，之后又发起知识青年上山下乡运动，黄亚洲到浙江生产建设兵团当了兵，期间，他发表了中篇小说《交叉口》、诗集《密密的小树林》。
1975年，中华人民共和国政府撤销浙江生产建设兵团，黄亚洲被分配到桐乡县一个丝厂当政工干事，期间，他发表了短篇小说《儿童时代》，荣获“浙江省首届优秀少儿文学作品奖”。1979年，他又写了剧本《侦查员的爱》，被西安电影制片厂拍成电影在全国上映。
1979年11月，黄亚洲到嘉兴市担任《南湖》杂志编辑，其剧本《女船王》被拍成电视剧，荣获“全国优秀电视剧评比奖”。后来，黄亚洲升职担任《烟雨楼》杂志主编，嘉兴市文联副主席、嘉兴市作家协会主席、浙江省电影家协会副主席。
1989年，黄亚洲写了剧本《开天辟地》，献给中国共产党庆祝其建立70周年，被上海电影制片厂拍成电影在全国上映，该片荣获“中华人民共和国文化部全国优秀故事片奖”、中宣部“五个一工程”优秀电影奖、第12届全国电影“金鸡奖”最佳编剧奖和特别奖。这年年底，黄亚洲调到浙江省作家协会担任办公室负责人，他出版了诗集《西湖四问》、剧本《老房子新房子》、《野姑娘茉莉花》，《野姑娘茉莉花》被拍成电视剧，荣获第11届金鹰奖。
1991年到1993年，黄亚洲写了剧本《太阳的摇篮》、《保镖哈斯尔》、《落河镇的兄弟》，其中《落河镇的兄弟》荣获第22届法兰克福国际儿童电影节奖、第12届美国芝加哥国际儿童电影节“联合国人权宣言奖”。
1990年代初期，黄亚洲担任浙江省作家协会主席，写了剧本《邓小平：1928》、《张治中》、《上海沧桑》，女导演黄蜀芹执导《上海沧桑》荣获中国电视剧飞天奖。
2001年，黄亚洲的长篇小说《日出东方》出版，概述热情讴歌毛泽东、周恩来、朱德等中国共产党领导人的革命事迹，荣获“五个一工程”奖小说奖和国家图书奖。
2005年5月，黄亚洲带领中国作家协会成员重新走长征路，写了《行吟长征路》，荣获第4届鲁迅文学奖和全国优秀诗歌奖。
2008年6月，黄亚洲借“2008年汶川地震”的题材写了诗集《中国如此震动》，讴歌中国共产党的抗震救灾事迹，之后又写了长篇小说《雷锋》，热情讴歌“雷锋”同志乐于助人的事迹。
2011年，黄亚洲写了长篇小说《建党大业》，献给中国共产党90建党周年，之后被导演韩三平拍成电影《建党伟业》。
2013年，黄亚洲的小说《雷锋》荣获中宣部“五个一工程”奖、剧本《给你一颗豹子胆》荣获2012年“夏衍杯”电影创意剧本奖、诗集《我弹拨着北京中轴线歌唱》荣获“中轴诗会”全国征文大赛“特别奉献奖”。 

## 作品

### 小说
- 中篇小说《交叉口》
- 短篇小说《儿童时代》
- 长篇小说《日出东方》
- 长篇小说《雷锋》[5][6]
- 长篇小说《建党大业》

### 诗集
- 《密密的小树林》
- 《西湖四问》
- 《行吟长征路》
- 《中国如此震动》
- 《我弹拨着北京中轴线歌唱》

### 剧本
- 《侦查员的爱》
- 《女船王》
- 《开天辟地》
- 《老房子新房子》
- 《野姑娘茉莉花》
- 《太阳的摇篮》
- 《保镖哈斯尔》
- 《落河镇的兄弟》
- 《邓小平：1928》
- 《张治中》
- 《上海沧桑》
- 《给你一颗豹子胆》

## 奖项
- 1970年代，“浙江省首届优秀少儿文学作品奖”，短篇小说《儿童时代》[1]
- 1989年，第12届全国电影“金鸡奖”最佳编剧奖，《开天辟地》[1]
- 1993年，第22届法兰克福国际儿童电影节奖、第12届美国芝加哥国际儿童电影节“联合国人权宣言奖”，《落河镇的兄弟》 [1]
- 2001年，“五个一工程”奖小说奖、国家图书奖，《日出东方》[1]
- 2005年，第4届鲁迅文学奖、全国优秀诗歌奖，《行吟长征路》 [1]
- 2013年，长篇小说《雷锋》，中宣部“五个一工程”奖；剧本《给你一颗豹子胆》，2012年“夏衍杯”电影创意剧本奖；诗集《我弹拨着北京中轴线歌唱》，“中轴诗会”全国征文大赛“特别奉献奖” [1]